# 豐川稻荷

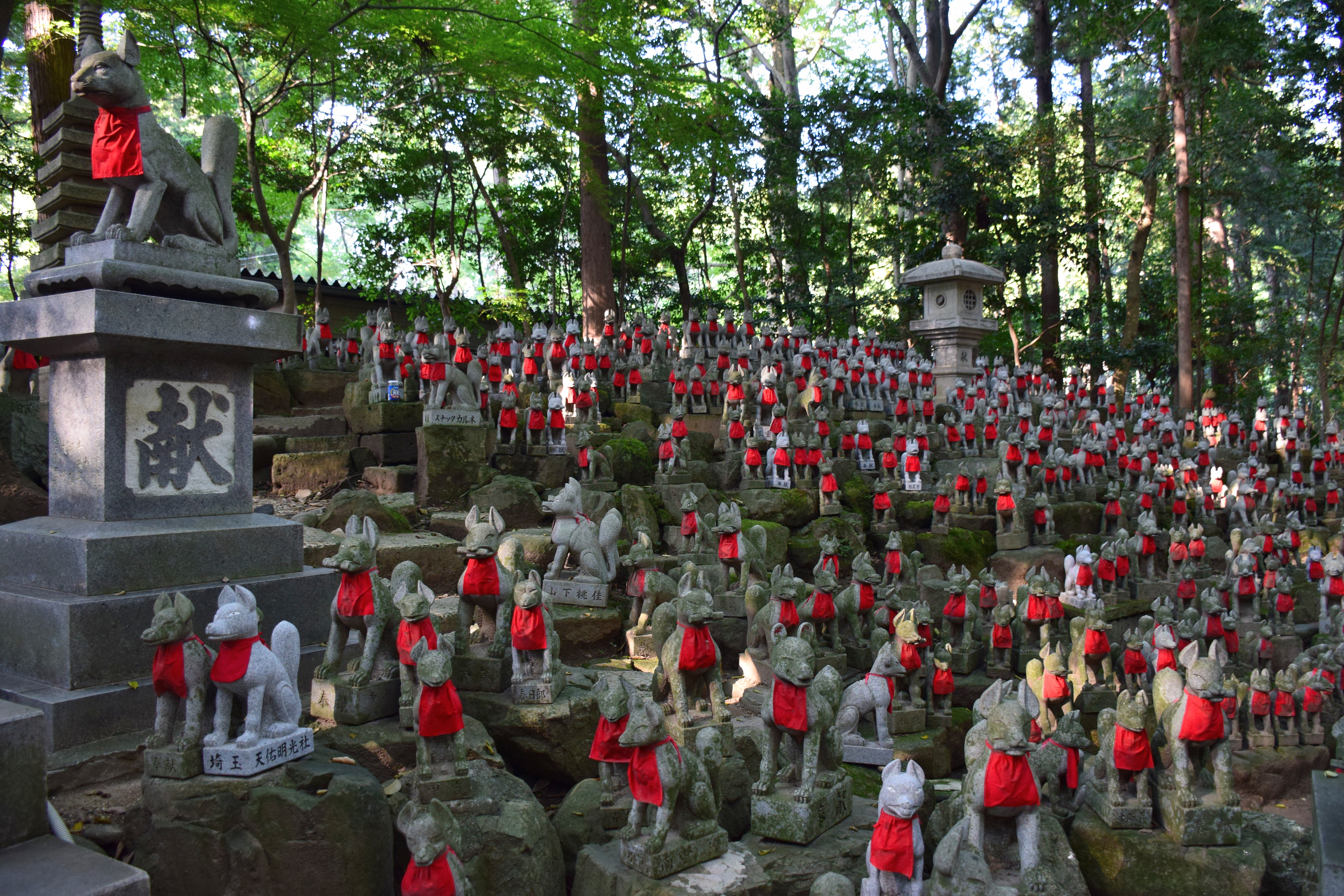
灵狐冢

豐川稻荷（とよかわいなり）是位在日本愛知縣豐川市的曹洞宗寺院。山號「圓福山」（えんぷくざん）。本尊千手觀音、開基（創立者）為東海義易。
正式的寺號是妙嚴寺（みょうごんじ）。境內奉祀的鎮守稻荷（吒枳尼天）非常有名，所以一般以「豐川稻荷」稱之。豐川稻荷為佛寺，但境內有信徒為稻荷神（荼吉尼天）奉獻的参道、鳥居與狛狐。日本三大稻荷之一。

## 歷史沿革
文永四年（1267年），到宋朝求法的寒巌義尹禪師，乘船返回日本途中，吒枳尼天向其顯靈，保護其平安回到日本。禪師為感念吒枳尼天的庇佑，為其雕塑金身，虔誠供奉。寒巌義尹禪師（1217 - 1300），為順德天皇之子，曹洞宗法王派的開山祖。 
嘉吉元年（1441年），曹洞宗法王派（寒巌派）的東海義易禪師（? - 1497），創建「豊川閣.妙嚴寺」，為曹洞宗派下寺院，本尊千手觀音，並供奉由寒巌義尹供養的吒枳尼天聖像。吒枳尼天在日本被視為稻荷神之一，故妙嚴寺既是佛寺也是神社，而妙嚴寺的吒枳尼天被稱為「豐川稻荷」，全名「豐川吒枳尼真天」。「豐川稻荷」與「最上稻荷」及「伏見稻荷」並列日本三大稻荷信仰。

## 豐川吒枳尼真天的法相與真言
向寒巌義尹禪師顯聖的吒枳尼天法相: 天女相，左手持摩尼寶珠，右臂扛著稻穗，騎乘白色狐狸，騰飛於岩石之雲霧之上，禪師以此形象雕塑金身，為豐川吒枳尼天的法相。吒枳尼天顯聖時，天神口誦真言: 「唵尸羅婆陀尼黎吽娑婆訶」，此咒成為豐川吒枳尼天的心咒真言，流傳後世。豐川稻荷的御寶號為「南無豐川吒枳尼真天」。

## 台灣的豐川稻荷信仰
台灣在日治時代，豐川稻荷信仰曾傳入台灣，艋舺豐川稻荷；曹洞宗臺中寺附設之豐川吒枳尼真天堂；臨濟護國寺的圓山稻荷堂；曹洞宗臺灣別院的東門豐川閣，均是供奉豐川稻荷吒枳尼真天。

## 豐川稻荷別院
- 東京別院 - 東京都港區　唯一直轄別院、大岡越前守勸請。
- 札幌別院 - 札幌市中央區　玉寶寺
- 橫須賀別院 - 神奈川縣橫須賀市　德壽院
- 大阪別院 - 大阪市天王寺區　觀音寺
- 九州別院 - 福岡市　東慶院

## 脚注
1. ↑  三大稻荷的選定有諸說，在豐川稻荷外，其他兩座是伏見稻荷大社、最上稻荷或是祐德稻荷神社。

## 關連項目
- 稻荷神
- 荼吉尼天
- 最上稻荷
- 伏見稻荷
- 艋舺豐川閣

## 外部連結
- 豐川稻荷（页面存档备份，存于）